# Vester Halne
Vester Halne er en landsby i det sydlige Vendsyssel med 89 indbyggere (2008) . Vester Halne er beliggende en kilometer vest for Vadum centrum og 11 kilometer nord for Aalborg centrum. Landsbyen betragtes som sammenvokset med Vadum, da den fysiske afstand er under 200 meter. Landsbyen hører under Aalborg Kommune og er beliggende i Vadum Sogn. 
Vester Halne har en åben grøn landsbystruktur med et langstrakt forløb langs kanten af en flad svagt hævet bakkeø. Bebyggelsen ligger på kanten af bakkeøen med udsigt over markerne.